# Anthophora selecta
Anthophora selecta är en biart som beskrevs av Hermann Priesner 1957. Den ingår i släktet pälsbin och familjen långtungebin. Inga underarter finns listade i Catalogue of Life.

## Beskrivning
Endast honan av detta bi är beskriven. Kroppen har svart grundfärg med gula markeringar i ansiktet. Detta har vitaktig behåring, medan mellankroppen och tergit 1 (segmenten på bakkroppens ovansida) har vitaktig till blekgul päls, på mellankroppen med en riklig inblandning av svarta hår. Resten av bakkroppen har tät, grå päls. Tergit 5 har dessutom en "kudde" av svarta, sidenaktiga hår i mitten. Mot tergiternas bakkanter är pälsen tätare, så en svag, randig effekt uppkommer. Mellankroppens sidor och undersida har vitaktig päls, sterniterna (segmenten på bakkroppens undersida) har rödbrun päls i mitten, vitaktig mot kanterna. Arten är liten, med en kroppslängd på 8 till 8,5 mm och en huvudbredd på knappt 3,5 mm.

## Ekologi och utbredning
Som alla i släktet är Anthophora selecta ett solitärt bi och en skicklig flygare som föredrar torrare klimat. Arten har påträffats i Egypten under april.